# Fissicrambus minuellus
Fissicrambus minuellus là một loài bướm đêm trong họ Crambidae.